# Aeroportul Edinburgh
Aeroportul Edinburgh (IATA: EDI, ICAO: EGPH) este un aeroport din City of Edinburgh⁠(d), Scoția, Regatul Unit ce deservește zona Edinburgh. Aeroportul a fost tranzitat în 2022 de 11.248.459 de pasageri. A fost deschis în 1916 și numit după zona deservită.
Situat la o altitudine de 41 m, aeroportul dispune de 1 pistă.

## Infrastructură

### Piste
Aeroportul dispune de o singură pistă. Pista 06/24 are suprafața de asfalt și dimensiunile 2.556 m × 46 m. 

## Destinații
La momentul actual (sept 2024) următoarele aeroporturi din România au legătruri directe cu acest aeroport: București